# Sarcophaga subdiscalis
Sarcophaga subdiscalis är en tvåvingeart som beskrevs av Aldrich 1916. Sarcophaga subdiscalis ingår i släktet Sarcophaga och familjen köttflugor. Inga underarter finns listade i Catalogue of Life.